# Петър Андронов
Петър Андронов е български финансист и банкер.
През 2021 година става член на Управителния съвет на КВС Group, изпълнителен директор на KBC Банк и KBC Застраховане и главен изпълнителен директор за международните пазари за България, Унгария, Словакия и Ирландия, както и председател на Съвета на директорите на KBC Асет Мениджмънт. През същата 2021 г. той става и председател и на надзорните съвети на ОББ, ДЗИ, K&H Банк и К&Н Застраховане в Унгария, CSOB Банк Словакия, както и председател на Съвета на директорите на КВС Банк Ирландия. Към към април 2025 година той е главен изпълнителен директор на бизнес ресор "Международни пазари" и председател на надзорния съвет на ОББ и ДЗИ.

## Биография
Роден е през 1969 година в град Толбухин.. Завършва езикова гимназия в града Продължава образованието си в Университета за национално и световно стопанство в София, където получава магистърска степен в специалност „Финанси“, профил „Банково дело“. След завършването си, се насочва към кариера в банковия сектор, където последователно заема позиции на  анализатор и експерт в търговски банки, а от 1997 година започва работа в управление „Банков надзор“, на което от 2001 година става главен директор. 
Петър Андронов участва в изготвянето на банковото законодателство в България, включително Закона за кредитните институции, Закона за финансовите конгломерати, Закона за потребителския кредит, наредби на Централната банка и др.
От 1995 г. до 2016 г. той преподава през различни периоди в УНСС и НБУ/МБИ. От 2017 г. до 2024 г. той е член на Съвета на настоятелите на Университета за национално и световно стопанство, а от 2020 г. до 2024 г.  и на Съвета на настоятелите на Софийски университет „Св. Климент Охридски“.
От 2004г. до средата на 2007г. е първоначално наблюдател, а впоследствие и член на Комитета на европейските банкови надзорници (CEBS), на Европейския банков комитет (EBC) към ЕК, и на Банковия надзорен комитет (BSC) към ЕЦБ във Франкфурт.
От 2008 до 2021 г. Петър Андронов е член на Управителния съвет на Асоциацията на банките в България, като в продължение на два мандата - от 2015 г. до 2018 г. и от 2018 г. до 2021 г. - е и неин председател.

## Кариера
Професионалната му кариера стартира през 1994 г. като анализатор, експерт и началник на отдел по анализи и методология в търговски банки. От 1997 до 2007 г. работи в Българска народна банка. През 2002 - 2007 г. е главен директор на управление „Банков надзор“. От 2002 - 2007 г. е член на Инвестиционния комитет на БНБ. В периода 2003 - 2007 г. е член на Управителния съвет на Резервния обезпечителен фонд.
Кариерата на Петър Андронов продължава в частния сектор през юли 2007 г., когато е назначен за изпълнителен директор с ресор “Риск и Финанси” в СИБАНК. През същата година KBC Груп придобива СИБАНК и от началото на 2008 г. го назначава за главен изпълнителен директор.
След придобиването на ОББ от белгийската финансова група, през юни 2017 г., до май 2021 г., Петър Андронов е председател на управителния съвет и главен изпълнителен директор на ОББ АД, която е създадена чрез сливането на СИБАНК и предишната ОББ. От март 2011 г. до месец май 2021 г. Петър Андронов изпълнява също и функцията кънтри мениджър на КВС Group за България, която включва управлението на останалите компании на групата в страната, в това число и ДЗИ.
През 2017г. е председател на Съвета на директорите на ОББ-Метлайф, след придобиването ѝ от KBC през същата година.
През 2021 г. Петър Андронов е  избран за член на Управителния съвет на КВС Group и главен изпълнителен директор за международните пазари, поемайки отговорност за бизнеса на Групата на четири от нейните основни пазари – България, Унгария, Словакия и Ирландия. Едновременно с това той става и председател на Съвета на директорите на KBC  Асет мениджмънт.

## Награди
Той е многократен носител (2009, 2015, 2018, 2020 и 2021 г.) на наградата „Банкер на годината“. Носител на наградата „Мениджър на годината“ и на приз „Буров“ за банково управление. Избиран е за „Мистър Икономика“ и други. През 2015 г. той  получава Орден „Офицер на служба на короната на Кралство Белгия“.
През 2016 печели наградата "Мениджър на годината"